# Grażyna Bułka
Grażyna Janina Bułka (ur. 16 września 1962 w Świętochłowicach) – polska aktorka teatralna, filmowa i dubbingowa.

## Życiorys
Pochodzi z robotniczej rodziny w Lipinach. Ukończyła II Liceum Ogólnokształcące w Świętochłowicach i Studium Aktorskie przy Teatrze Dzieci Zagłębia w Będzinie. W latach 1982–1984 jako adept związana z Teatrem Dzieci Zagłębia w Będzinie. W latach 1985–2014 aktorka Teatru Polskiego w Bielsku-Białej. W 1986 roku zdała egzamin eksternistyczny aktora dramatu. Od roku 2014 związana z Teatrem Śląskim im. Stanisława Wyspiańskiego w Katowicach. Współpracuje z Teatrem Korez w Katowicach.
Żona Bogusława Bułki, matka Jakuba i Piotra (ur. 1988), też aktora.

## Filmografia
- 2005: Barbórka cykl „Święta polskie”
- 2006: Kryminalni – Janina Halicka-Wygodzka (odc. 43)
- 2008: Drzazgi – jako matka Roberta
- 2009: Zgorszenie publiczne – jako Marika
- 2010: Ewa – jako Brygida
- 2013: Magdalena – jako ciocia Jadzia, gospodyni księdza Jacka
- 2020: Komisarz Alex – jako pomoc kuchenna Bożena Milewska (odc. 190)
- 2020: Czarny młyn – jako pani Stefa
- 2021: Kowalscy kontra Kowalscy – jako Roma (odc. 36)
- 2021: Akademik – jako kierowniczka akademika Zofia Nowaczyk
- 2022: Wielka woda – jako sołtyska Kętów
- 2022: Johnny – jako Jadwiga
- 2022: Listy do M. 5 – jako pasażerka autobusu
- 2023: Krejzi patrol
- 2023: Doppelgänger. Sobowtór – jako kadrowa Hania
- od 2023: Pati – jako Wiesia
- 2023: Skazana 3 – jako Wiesia[5]
- 2024: Gang Zielonej Rękawiczki – jako strażniczka (odc. 10, 11)
- 2024: Skarbek – jako ciotka Milka
- 2024: Matki pingwinów – jako Grażyna Zięba, matka Uli

## Odznaczenia
- Złoty Krzyż Zasługi (9 stycznia 2023)[6]
- Srebrny Krzyż Zasługi (17 października 2018)[7]
- Brązowy Medal „Zasłużony Kulturze Gloria Artis” (8 września 2017)[8]
- Złota Odznaka „Zasłużony dla Województwa Śląskiego”

## Nagrody
- 2005 – „Złota Maska” za rolę Świętkowej w przedstawieniu Cholonek, czyli Pan Bóg z gliny Janoscha w Teatrze Korez w Katowicach
- 2009 – „Złota Maska” za najlepszą rolę kobiecą (role Jean w spektaklu Utarczki Catherine Hayes oraz Pani Bouvier w spektaklu Napis)
- 2009 – „Ikar” nagroda Prezydenta Miasta Bielska-Białej za wybitne osiągnięcia kulturalne
- 2016 – „Hanys Roku 2016”[9]
- 2017 – „Złota Maska” za rolę w monodramie Mianujom mie Hanka[10]
- 2017 – „Cegła z Gazety” – Nagroda im. Janoscha[1]
- 2025 – nagroda aktorska festiwalu Dwa Teatry za rolę kobiecą w spektaklu przeniesionym z teatru za rolę Hanki[11]